# کلی جورج
کلی کاپلان (متولد ۱۰ سپتامبر ۱۹۸۲) یک متخصص رسانه‌های اجتماعی، روابط عمومی و ارتباطات، و افسر سابق نیروی هوایی ایالات متحده و یک ملکه زیبایی از میشن ویهو، کالیفرنیا است که برای عنوان ملکه زیبایی ایالات متحده آمریکا در سال ۲۰۰۷ رقابت کرده است.
او در دبیرستان ترابوکو هیلز تحصیل کرد. مدرک لیسانس ارتباطات را از دانشگاه مریلند، کالج پارک دریافت کرد، که بخشی از آن با ۲۵۰۰۰ دلار کمک هزینه تحصیلی که با شرکت در مسابقات به دست آورده بود، پرداخت شد. او در مسابقه دوشیزه مریلند ۲۰۰۴ نایب قهرمان سوم و در سال ۲۰۰۵ نایب قهرمان دوم شد. هنگامی که در دانشگاه مریلند بود، او به برنامه آموزش افسران رزرو نیروی هوایی دانشگاه پیوست. او بعداً به عنوان ستوان دوم رسید.